# Manche Masemola
Manche Masemola – protestancka męczennica wywodząca się z południowoafrykańskiego plemienia Pedi. Swoje życie spędziła w niewielkiej wiosce Marishane nieopodal miasta Polokwane (dawniej Pietersburg) w RPA.
Na przestrzeni kilkudziesięciu lat przed jej narodzinami obszar ówczesnej kolonii Transwalu
został objęty działalnością misyjną, prowadzoną najpierw przez niemieckich, a następnie przez angielskich protestantów. W efekcie na początku XX wieku wśród plemienia Pedi istniała już spora mniejszość chrześcijańska, która spotkała się z powszechną niechęcią pozostałych współplemieńców, wyznających religię pierwotną.
Manche Masemola pobierała nauki przygotowujące do chrztu wraz z kuzynką Lucią, wbrew woli swoich rodziców. Gdy wracała do domu, była przez nich dotkliwie bita, jednak nie doznała przez to zniechęcenia. Uparcie stwierdzała, że zostanie ochrzczona we własnej krwi. Widząc silne nieposłuszeństwo dziewczyny, rodzice postanowili udać się z nią do wioskowego szamana i powiedzieć, że na ich córkę rzucono urok. W tej sytuacji pomóc miało przepisane dla Manche tradycyjne lekarstwo, do którego spożycia zmusiło ją pobicie przez matkę i ojca. Wkrótce po tym zajściu Manche Masemola w wieku 16 lat zmarła, nie doczekawszy chrztu. Matka dziewczyny zaprzeczyła jednak tej wersji zdarzeń i 40 lat później sama przyjęła chrzest.
Manche została uznana za męczennicę przez Kościół Prowincji Południowej Afryki (dziś znany jako Anglikański Kościół Południowej Afryki) w niecałe 10 lat po swojej śmierci. 
W 1998 roku Masemolę zaliczono do grona dziesięciu dwudziestowiecznych męczenników, których posągi umieszczono ponad Wielkimi Drzwiami Zachodnimi Opactwa Westminsterskiego w Londynie. Wśród nich znalazł się również polski franciszkanin, Maksymilian Maria Kolbe, którego figura stoi na lewo od posągu Manche (patrz: fotografia).